# 小山直城
小山 直城（こやま なおき、1996年5月12日 - ）は、日本の陸上競技選手。本田技研工業陸上競技部に所属し、専門種目は長距離走。

## 経歴
埼玉県日高市出身。日高市立高麗川中学校から埼玉県立松山高校に進むと、同校3年時の全国都道府県対抗男子駅伝では4区区間賞に輝く。東京農業大学では、関東インカレで1年時に2部5000mで5位入賞。4年時（2018年）は2部10000mで5位（日本人2位）、5000mで日本人トップ（全体2位）という成績を残す一方で、チームとしては箱根駅伝に出場する機会は無く、2年時の第93回大会（2017年）で関東学生連合の一員として4区を走行し10位相当の成績を残すのみであった。
卒業後は本田技研工業に入社すると、陸上競技部ではニューイヤー駅伝で頭角を現し、第66回大会（2022年）には3区で9人抜きを演じて初優勝に貢献、次の第67回大会（2023年）ではエース区間の4区を任され、トップと25秒差の3位から12秒差のトップを奪う快走を見せ、チームの連覇に貢献した。
2022年の東京マラソン2021でマラソン初挑戦ながらもサブテンを記録すると、マラソングランドチャンピオンシップ（MGC）チャレンジ対象レースとなった翌年の東京マラソン2023で2時間08分12秒のタイムで15位（日本人6位）となってMGC出場権を確保。同年10月15日に行われたMGCでは、悪天候の中で終盤のスパートが決まって大迫傑・川内優輝といった実力者に競り勝って優勝し、賞金1000万円とパリ五輪への出場権を獲得した。
パリ五輪では18km付近で先頭集団から離れ一時は30位代に下がったが、終盤に順位を上げ、2時間10分33秒の23位でフィニッシュした。

## 人物
- 憧れの存在として同郷かつHondaの先輩でもあった設楽悠太を挙げている[6]。区間賞を取った高校時代のひろしま男子駅伝では設楽からたすきを受け[2]、2019年のMGCではHondaの一員として設楽の大逃げを目の当たりにしている[7]。また、2023年のゴールドコーストマラソンでは設楽の持っていた大会記録を更新している[2]。
- 東京農業大学に進学した理由は「（陸上だけではなく）勉強も頑張りたかったので理系に進んだ」とのこと。応用生物科学部醸造科学科では醸造における菌類の働きについて学んでいたといい、そのせいもあって現在もレース前に乳酸菌飲料を飲むのがルーティンとなっている[7]。
- Hondaに入社したのは、設楽の存在と共に地元（埼玉）の企業だったことが決め手だったという[7]。

## マラソン全成績
| 年月           | 大会                               | 順位 | 記録          | 備考                     |
| -------------- | ---------------------------------- | ---- | ------------- | ------------------------ |
| 2022年3月      | 東京マラソン                       | 22位 | 2時間08分59秒 | 初マラソン               |
| 2022年8月      | 北海道マラソン                     | 11位 | 2時間14分20秒 |                          |
| 2023年3月      | 東京マラソン                       | 15位 | 2時間08分12秒 | 日本人6位、MGC出場権獲得 |
| 2023年7月2日   | ゴールドコーストマラソン           | 優勝 | 2時間07分40秒 | 自己ベスト               |
| 2023年10月15日 | マラソングランドチャンピオンシップ | 優勝 | 2時間08分57秒 | パリ五輪出場権獲得       |
| 2024年2月25日  | 大阪マラソン                       | 3位  | 2時間06分33秒 | 日本人2位、自己ベスト    |
| 2024年8月10日  | パリオリンピック                   | 23位 | 2時間10分33秒 |                          |
| 2025年2月24日  | 大阪マラソン                       | 35位 | 2時間10分13秒 |                          |